# ۸۱۲ (خورشیدی)
۸۱۲ هشتصد و دوازدهمین سال هجری خورشیدی است.